# Geleitzug HX 72
Der Geleitzug HX 72 war ein alliierter Geleitzug der HX-Geleitzugserie zur Versorgung Großbritanniens im Zweiten Weltkrieg. Er fuhr am 9. September 1940 im kanadischen Halifax ab und traf am 22. September in Liverpool ein. Die Alliierten verloren durch deutsche U-Boote elf Frachtschiffe mit 72.727 BRT, während es auf deutscher Seite keine Verluste gab. Damit war der HX 72 einer der verlustreichsten HX-Geleitzüge.

## Zusammensetzung und Sicherung

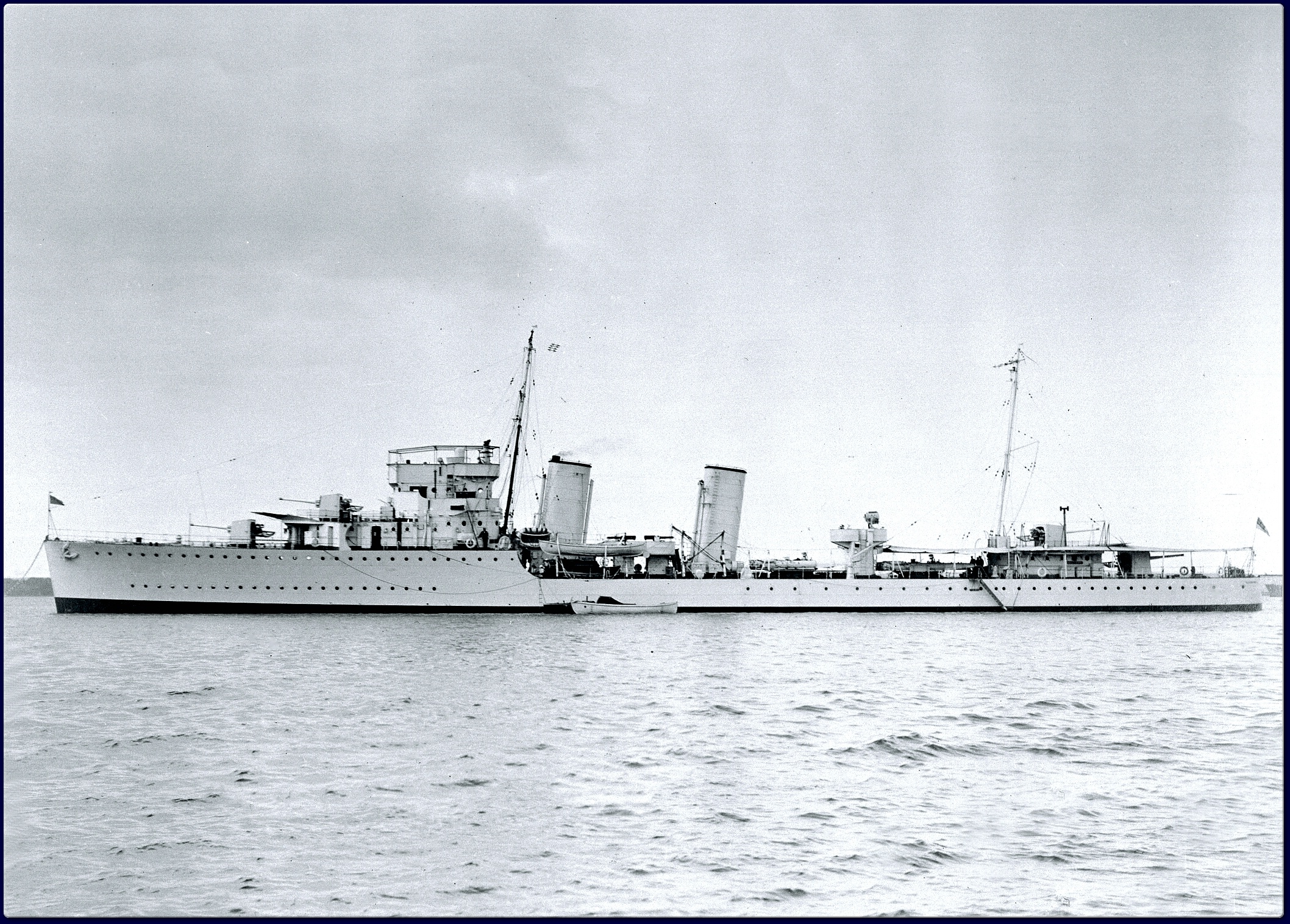
Zerstörer Saguenay

Der Geleitzug HX 72 setzte sich aus 43 Frachtschiffen zusammen. Am 9. September 1940 verließen sie das kanadische Halifax (Lage) in Richtung Liverpool (Lage). Kommodore des Konvois war Rear Admiral H. H. Rogers, der sich auf der Tregarthen eingeschifft hatte. Zum Start übernahm die Sicherung eine lokale kanadische Eskorte mit den Korvetten French, Laurier, Reindeer und Saguenay, die bis zum 11. September am Konvoi blieb und danach abdrehte. Als einzige Sicherung für die Atlantiküberquerung verblieb nur der britische Hilfskreuzer Jervis Bay am Konvoi, bis dieser am 21. September den Bereich der Westansteuerung erreichte. Hier erfolgte die Übergabe an eine britische Local Escort Group mit den Zerstörern Shikari, Scimitar und Skate, der Sloop Lowesoft und den Korvetten Calendula, Heartsease und La Malouine.
| Name               | Flagge                 | Vermessung in BRT | Verbleib                                           |
| ------------------ | ---------------------- | ----------------- | -------------------------------------------------- |
| Baron Blythswood   | Vereinigtes Königreich | 3.668             | am 20. September von U 99 versenkt (Lage)          |
| Blairangus         | Vereinigtes Königreich | 4.409             | am 21. September von U 48 versenkt (Lage)          |
| Broompark          | Vereinigtes Königreich | 5.136             | am 21. September von U 48 beschädigt               |
| Bur                | Norwegen               | 4.343             |                                                    |
| Cadillac           | Vereinigtes Königreich | 12.062            |                                                    |
| Canonesa           | Vereinigtes Königreich | 8.286             | am 21. September von U 100 versenkt (Lage)         |
| Collegian          | Vereinigtes Königreich | 7886              |                                                    |
| Dalcairn           | Vereinigtes Königreich | 4.608             | am 21. September von U 100 versenkt (Lage)         |
| Defender           | Vereinigtes Königreich | 8258              |                                                    |
| Eastern Glade      | Vereinigtes Königreich | 5.057             |                                                    |
| El Aleto           | Vereinigtes Königreich | 7.203             |                                                    |
| Elmbank            | Vereinigtes Königreich | 5.156             | am 21. September von U 47 und U 99 versenkt (Lage) |
| Empire Airman      | Vereinigtes Königreich | 6.561             | am 21. September von U 100 versenkt (Lage)         |
| Frederick S. Fales | Vereinigtes Königreich | 10.525            | am 21. September von U 100 versenkt (Lage)         |
| Gloucester City    | Vereinigtes Königreich | 3.071             |                                                    |
| Hardanger          | Norwegen               | 4.000             |                                                    |
| Harlingen          | Vereinigtes Königreich | 5.415             |                                                    |
| Invershannon       | Vereinigtes Königreich | 9.154             | am 20. September von U 99 versenkt (Lage)          |
| Janeta             | Vereinigtes Königreich | 5.312             |                                                    |
| Leadgate           | Vereinigtes Königreich | 2.125             |                                                    |
| Leighton           | Vereinigtes Königreich | 7.412             |                                                    |
| Losada             | Vereinigtes Königreich | 6.520             |                                                    |
| Mammy              | Syrien                 | 1.656             |                                                    |
| Morska Wola        | Polen                  | 3.208             |                                                    |
| Mount Kyllene      | Griechenland           | 3.703             |                                                    |
| Muneric            | Vereinigtes Königreich | 5.229             |                                                    |
| Nyanza             | Vereinigtes Königreich | 4.974             |                                                    |
| Oakcrest           | Vereinigtes Königreich | 5.407             |                                                    |
| Pazific Grove      | Vereinigtes Königreich | 7.117             |                                                    |
| Scholar            | Vereinigtes Königreich | 3.940             | am 21. September von U 100 versenkt (Lage)         |
| Selvistan          | Vereinigtes Königreich | 5.136             |                                                    |
| Simla              | Norwegen               | 6.031             | am 21. September von U 100 versenkt (Lage)         |
| Snar               | Norwegen               | 3.176             |                                                    |
| Soemba             | Niederlande            | 6.718             |                                                    |
| Torinia            | Vereinigtes Königreich | 10.364            | am 21. September von U 100 versenkt (Lage)         |
| Tregarthen         | Vereinigtes Königreich | 5.201             |                                                    |
| Tresillian         | Vereinigtes Königreich | 4.743             |                                                    |
| Tudor Prince       | Vereinigtes Königreich | 1.914             |                                                    |
| Ullapool           | Vereinigtes Königreich | 4.891             |                                                    |
| Urla               | Vereinigtes Königreich | 5.198             |                                                    |
| Venetia            | Vereinigtes Königreich | 5.728             |                                                    |
| Zagloba            | Vereinigtes Königreich | 2.864             |                                                    |

## Verlauf
Am 20. September 1940 erfasste U 47, das zu diesem Zeitpunkt als Wetterbeobachtungsboot eingesetzt war, eher zufällig den Geleitzug. Zu diesem Zeitpunkt hatte das einzige Sicherungsschiff, der Hilfskreuzer Jervis Bay, schon abgedreht und der Konvoi fuhr ohne Eskorte in den Bereich der Westansteuerung ein. Die britische Escort Group sollte planmäßig erst am 21. September den Konvoi übernehmen und nach Liverpool bringen. U 47, das nur noch einen Torpedo an Bord hatte hielt befehlsgemäß Fühlung zum Geleitzug und sendete Peilzeichen aus. Diese Peilzeichen ansteuernd näherten sich die weiteren U-Boote U 99, U 29, U 65, U 48, U 46 und U 43 dem Geleitzug. U 99, das am nächsten dran war erreichte den Geleitzug am 20. September abends und griff sofort an. Dabei versenkte es mit Torpedos die Invershannon unter Verlust von 16 der 33 Besatzungsangehörigen und die Baron Blythswood die Eisenerz geladen hatte und 33 Mann von 34 mit auf den Grund nahm. Anschließend beschädigte U 99 die Elmbank, mit einer Holz- und Metallladung die dann später gemeinsam mit U 47 mit der Deckskanone versenkt wurde, wobei 2 der 56 Crewmitglieder fielen. Die fünf anderen U-Boote die direkt aus der Basis Lorient kamen, erreichten den Geleitzug am 21. September morgens.
U 48 griff noch in den Morgenstunden an und versenkte die Blairangus mit Grubenholz an Bord unter Verlust von 7 der 34 Besatzungsangehörigen und beschädigt die Broompark. Nachdem die Escort Group eintraf erfolgten am Tage keine weiteren Angriffe mehr. Erst in den Abendstunden nach Einbruch der Dunkelheit fuhr U 100 in den Geleitzug hinein und versenkte in mehreren Anläufen über vier Stunden verteilt die Canonesa, die Torinia, die Dalcairn, die Empire Airman, die Scholar, die Frederick S. Fales und die Simla. Mit den Schiffen gingen insgesamt 46 Crewmitglieder unter. Nachdem weitere Sicherungsfahrzeuge herankamen gelang es ihnen die U-Boote abzudrängen. Am 22. September traf der Konvoi in Liverpool ein. Insgesamt wurden elf Schiffe mit 72.727 BRT versenkt.